# Sericoplaga
Sericoplaga és un gènere d'arnes de la família Crambidae descrit per William Warren el 1892. La seva única espècie, Sericoplaga externalis, descrita pel mateix autor en el mateix any, es troba a Amèrica del Nord, on ha estat registrada des de Maryland fins Illinois, sud a Florida i oest a Texas.
Els adults apareixen al febrer, d'abril a octubre i al desembre. Les larves s'alimenten de Maclura pomifera.